# خاندا، هند
خاندا (به انگلیسی: Khanda) یک منطقهٔ مسکونی در هند است که در هاریانا واقع شده‌است. خاندا ۱۲٬۰۰۰ نفر جمعیت دارد.